# Lotatnîkî, Strîi
Lotatnîkî (în ucraineană Лотатники) este un sat în comuna Strilkiv din raionul Strîi, regiunea Liov, Ucraina.

## Demografie
Componența lingvistică a localității Lotatnîkî
     Ucraineană (100%)
Conform recensământului din 2001, toată populația localității Lotatnîkî era vorbitoare de ucraineană (100%).